# Diogmites nigripes
Diogmites nigripes là một loài ruồi trong họ Asilidae. Diogmites nigripes được Bellardi miêu tả năm 1861. Loài này phân bố ở vùng Tân nhiệt đới.